# Марчела Либурд
 Даме Марчела Алтеа Либурд, (рођена 10. јула 1953) је пета генерална гувернерка Сент Китс и Невиса. Она је на функцији од 2023. године. Марчела је по звању адвокат и она је прва прва жена која је била и председница Националне скупштине Светог Китса и Невиса и генерални гувернер. Радила је на разним министарским позицијама, укључујући вршиоца дужности премијера као и председница Лабуристичке странке. Марчела је прва жена на позицији председавајуће у историји ове 81-годишње организације.

## Младост
Марчела Либурд је рођена 10. јула 1953. у Бастеру, Сент Китс, Сент Китс и Невис  од родитеља Анне Либурд (рођене Мартин) и Клемента Либурда. . По завршетку школе за девојчице, Басетере, Марчела је звршила средњз школу Басетере.  Дипломирала је на Универзитету Западни Инди 1976. године 

## Каријера
Марчела се вратила из иностранства и почела да предаје у средњим школама Басетере и Кејон. Она је наставила са својим студијама и стекла диплому правника 1992. године на Правном факултету Норман Манли где је наставила школовање, стекавши сертификат о правном образовању 1994. године. Након што је Марчела примљена као баристер и солиситор у Источном Врховном суду 1994. године, започела је политичку каријеру. За секретара Лабуристичке партије именована је 1997. године. Године 2004. постала је председница Народне скупштине , прва жена на тој функцији у земљи.  Марчела је била на тој функцији до 2008. године, када се кандидовала за изборну јединицу број 2, Сент Китс и била изабрана за чланицу парламента. 
Марчела је израдила нацрт закона који укључује део о насиљу у породици и део о једнаким платама.  Обављала је дужност министра здравља, социјалних услуга, развоја заједнице, културе и родних питања,  као и вршиоца дужности премијера.  Године 2011. Марчела је била представљена на изложби подрчаној од стране различита одељења владе Сент Китса и Невиса како би истакла женска достигнућа. 
Марчела је 2013. године постала прва жена изабрана за председницу Лабуристичке странке у 81-годишњој историји ове странке.  Лабуристи су 2015. први пут после двадесет година смењени са функције, чиме је постала чланица опозиције.  Постала је прва жена заменик лидера Националне лабуристичке партије 2018. и именована је за заменика генералног гувернера 2022.  Марчела је постала прва жена генерални гувернер Федерације Сент Китса и Невис 1. фебруара 2023.  Касније те недеље, именована је носиоца ордена Реда Светог Михаела и светог Ђорђа. 